# Svensk mediedatabas

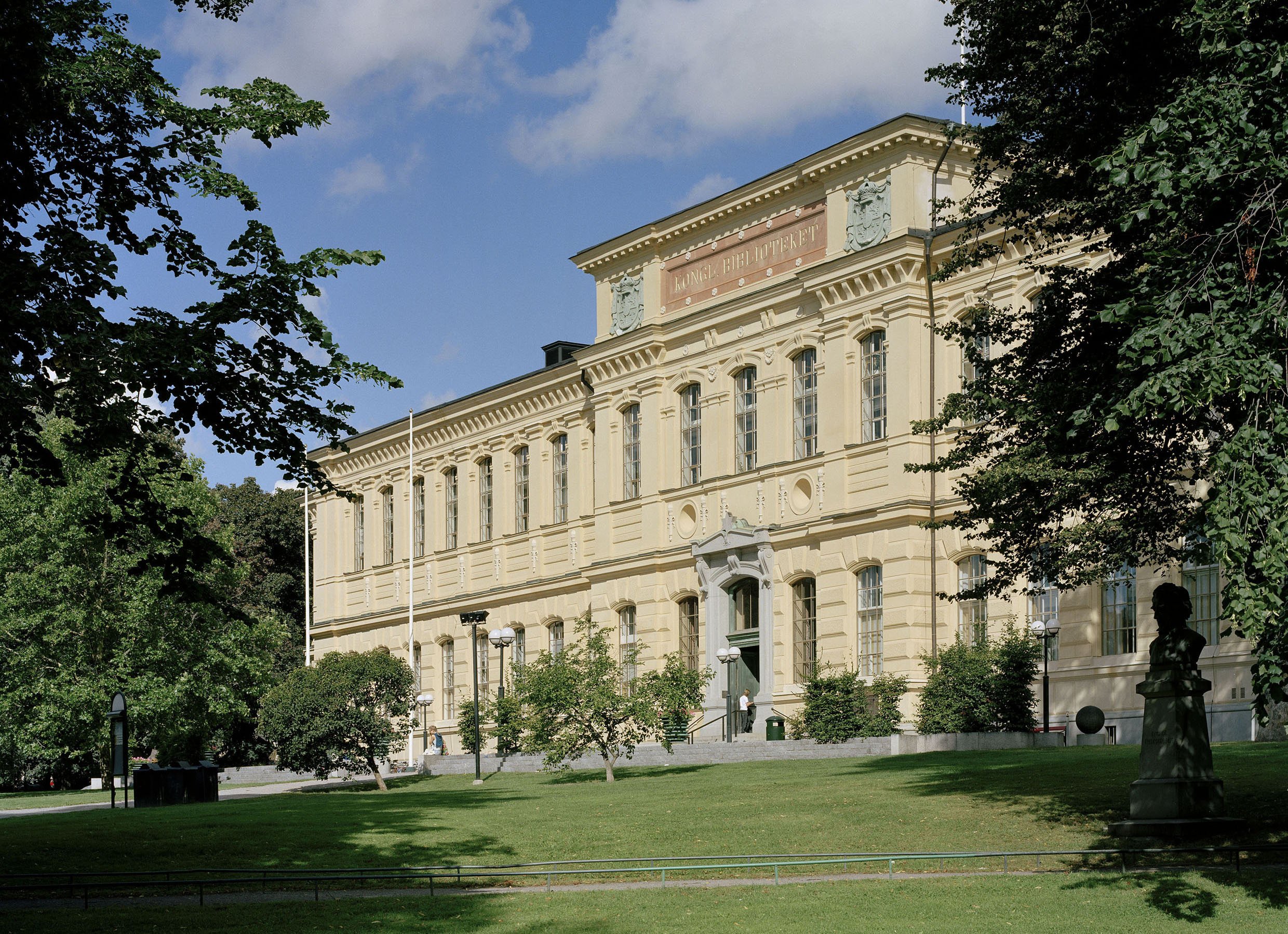
Kungliga biblioteket i Humlegården.

Svensk mediedatabas (SMDB), är en söktjänst för Kungliga bibliotekets audiovisuella samlingar.
Databasen innehåller uppgifter om tv, radio, video, filmer som visats på biografer (inklusive journalfilmer), grammofonskivor, CD-skivor, kassettband, datorspel samt multimedier. SMDB innehåller de flesta svenska sändningar och utgåvor sedan 1979, men även äldre material. Där finns en i det närmaste komplett förteckning över svenska grammofonskivor från slutet av 1800-talet och framåt. I SMDB finns också information om specialsamlingar, till exempel äldre reklamfilm och videoupptagningar från svenska teatrar.
År 2011 innehåller databasen information om närmare åtta miljoner timmar audiovisuellt material.

## Databasen
I databasen finns uppgifter om följande från 1979 och framåt:
- Radio- och TV-program sända av Sveriges Radio, Sveriges Television, Utbildningsradion och TV4
- Tv-program som sänts via det svenska digitala marknätet eller via satellitsändningar som utgår från Sverige
- Urval av vissa lokala tv- och radiosändningar (närradio, privat lokalradio, kabel-tv och radiotidningar)
- Filmer som visats på biografer i Sverige
- Video som distribuerats i Sverige
- Svenska fonogram, det vill säga utgivna och outgivna ljudinspelningar (CD-, vinyl- och 78-varvsskivor, kompaktkassetter, m fl format som är utgivna i eller har koppling till Sverige).
- Svenska interaktiva multimedier med ljud eller rörlig bild